# Finn Cole
Finlay Lewis J. Cole, född 9 november 1995 i Kingston upon Thames i England, är en brittisk skådespelare. Han är känd för sina roller som Michael Gray i Peaky Blinders och Joshua "J" Cody i Animal Kingdom.

## Filmografi (i urval)
- 2012 – Offender
- 2014–2022 – Peaky Blinders (TV-serie)
- 2015 – An Inspector Calls
- 2015 – Kommissarie Lewis (TV-serie)
- 2016–2022 – Animal Kingdom (TV-serie)
- 2018 – Slaughterhouse Rulez
- 2019 – Dreamland
- 2020 – Here Are the Young Men
- 2021 – Fast & Furious 9
- 2025 – Last Breath